# Gheorghe Cordea
Gheorghe Cordea a fost primar al municipiului Cluj-Napoca în perioada 1986 - 1989.